# Piotr Zborowski (zm. 1553)

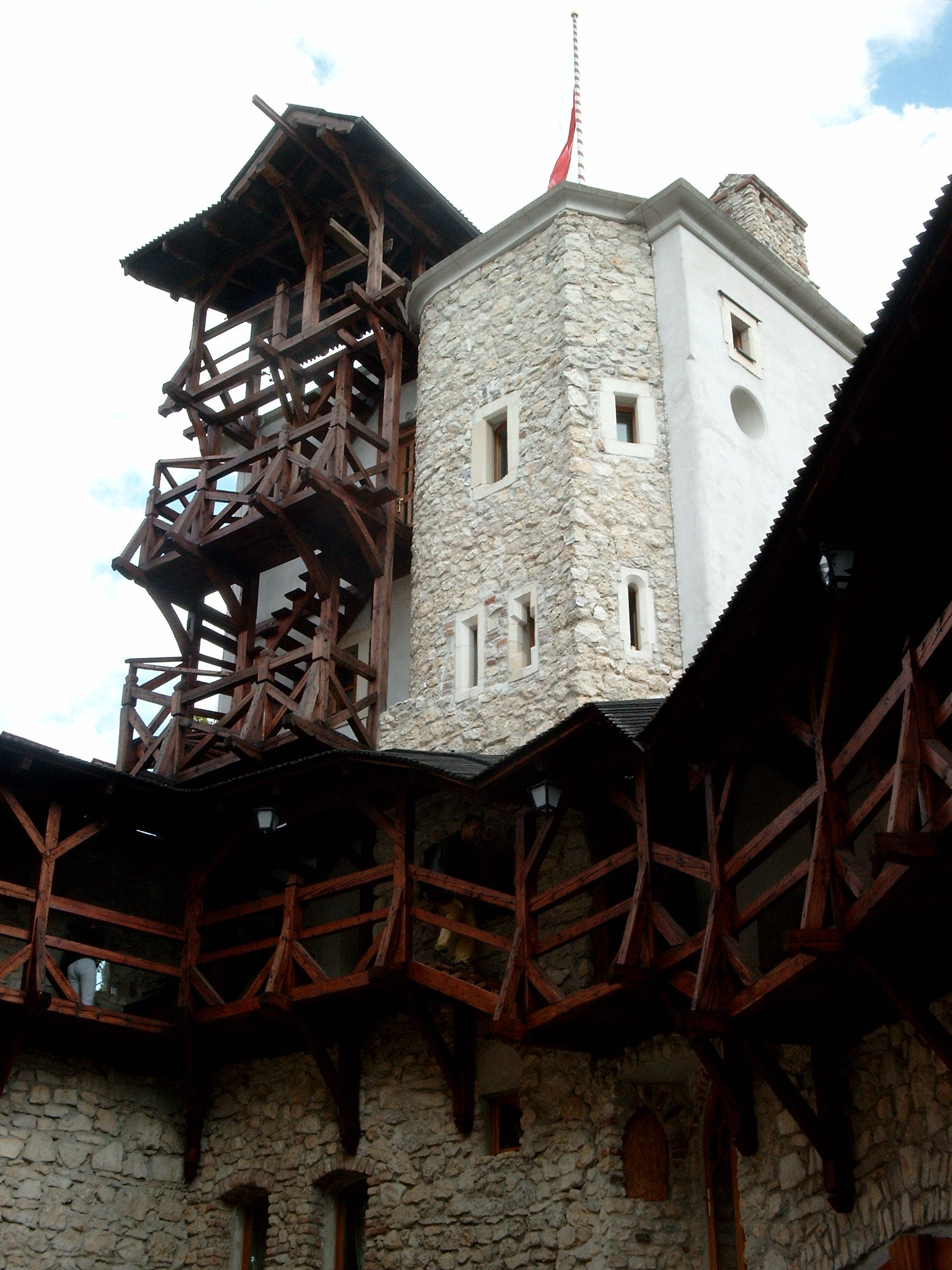
Zamek w Korzkwi – baszta od strony dziedzińca

Piotr Zborowski herbu Jastrzębiec (zm. w 1553 roku) – kasztelan sandomierski w latach 1548–1553, kasztelan małogoski w latach 1531–1548, cześnik koronny w latach 1520–1527, krajczy koronny w latach 1515–1520, starosta sanocki w latach 1548-1553, marszałek dworu polskiego Zygmunta II Augusta w Wilnie.

## Życiorys
Brat Marcina Zborowskiego, siostrzeniec kanclerza Krzysztofa Szydłowieckiego.  Był właścicielem m.in. zamku w Korzkwi, który nabył w roku 1545. Po jego śmierci zamek przeszedł w ręce brata Marcina Zborowskiego, od 1562 kasztelana krakowskiego.
Poseł na sejm krakowski 1531/1532 roku i sejm piotrkowski 1534/1535 roku, sejm piotrkowski 1535 roku, sejm piotrkowski 1538 roku, sejm krakowski 1540 roku z województwa sandomierskiego. Poseł na sejm piotrkowski 1536/1537 roku z województwa krakowskiego.